# Club Agropecuario Argentino
O Club Agropecuario Argentino, conhecido como Agropecuario Argentino ou simplesmente  Agropecuario, é um clube de futebol argentino localizado na cidade de Carlos Casares, no interior da província de Buenos Aires, na Argentina. Fundado em 23 de agosto de 2011 pelo empresário Bernardo Grobocopatel, o clube é uma das instituições mais jovens filiadas à Associação do Futebol Argentino (AFA).
O Agropecuario atualmente disputa a Primera B Nacional, a segunda divisão do sistema de ligas de futebol argentino, desde que conseguiu o acesso para a edição de 2017–18. Também é o clube mais jovem a ascender à segunda divisão do campeonato argentino na era profissional, feito alcançado em 28 de maio de 2017, na época, com apenas 5 anos de existência. O clube manda seus jogos no estádio Ofelia Rosenzuaig.

## História
O Agropecuario foi fundado em 23 de agosto de 2011 por Bernardo Grobocopatel, um empresário local ligado ao cultivo de soja, que também é proprietário e presidente do clube. Com o sobrenome "Grobocopatel" que remete imediatamente a um império do ramo alimentício: ele é primo de Gustavo Grobocopatel, não em vão conhecido como “O Rei da Soja”.
O clube participou do extinto Torneo Argentino A, a terceira divisão regionalizada do futebol argentino organizado pelo Conselho Federal, onde foi eliminado pelo C.A. French na temporada de 2012. No ano seguinte, o Agropecuario terminou em 6º de 6 equipes no Torneo Argentino B, a quarta divisão regionalizada. O clube estreou no Torneo Federal B (4ª divisão regionalizada) em 2014 e ante a derrota pelo Juventud de Pergamino acabou eliminado da competição.[carece de fontes?]
O clube participou do extinto Torneo Argentino C em 2012, onde foi eliminado pelo Club Atlético French. No ano seguinte, ele jogou o Torneo Argentino B, por conta de uma reestruturação deste certame, e na ocasião não passou da primeira fase, amargando em 6º lugar na Zona 6. No Torneo Argentino B de 2013–14, terminou em 1º lugar na Zona 11, qualificando assim a segundo fase, onde foi eliminado. O próximo torneio foi o Torneo Federal B  de 2014, também chamado Torneo de Transición Federal B de 2014. O clube acabou em 2º lugar na Zona 5 da primeira fase de grupos atrás do Rivadavia de Lincoln. Na fase final, eliminou a América de General Pirán nas penalidades máximas na primeira fase final. Sendo eliminado na segunda fase final, ao ser derrotado pelo Juventud de Pergamino. No Torneo Federal B de 2015, o Agropecuario terminou a fase de grupos em 4º na sua zona/área, classificando-se para a segunda fase, onde se classificou novamente, desta vez em 2º lugar, atrás de Sarmiento de Ayacucho. Nas quartas de final, ele foi eliminado pelo Sansinena.
O Agropecuario foi promovido à Torneo Federal A (3ª divisão regionalizada) em 29 de junho de 2016 depois de vencer o San Martín de Formosa nas penalidades máximas.
A equipe durou apenas uma temporada na divisão, então em junho de 2017, o Agropecuario sagrou-se campeão do Torneo Federal A de 2016–17 e foi promovido para a Primera B Nacional, a segunda divisão do futebol argentino. O Agropecuario também se tornou o clube mais jovem a conseguir uma promoção à B Nacional, com apenas 6 anos de existência, na época. Até então, o Crucero del Norte havia realizado o recorde com 9 anos de idade quando ganhou o acesso em 2012.

## Estádio
O Agropecuario é dono do estádio Ofelia Rosenzuaig. Tem capacidade para 15 000 espectadores. Foi construído em 2012 e inaugurado no Torneio Argentino B de  2012–13 ante o Huracán de Tres Arroyos. Depois de confirmar a ascensão para a Primera B Nacional, o palco foi remodelado para atender sem problemas as demandas exigidas pela segunda divisão e sua capacidade foi aumentada para 15.000 espectadores. Em 31 de maio de 2017, em coletiva de imprensa, Bernardo oficializou o nome do estádio, até então sem nome, como Ophelia Rosenzuaig, em homenagem a sua avó.

## Títulos
- Campeonato Argentino − Segunda Divisão (Torneo Federal A): 1 vez (2016–17).
- Liga Casarense (Liga Regional da Província de Buenos Aires): 3 vezes (2012, 2014 e 2015).